# Dmytro Czyhrynski
Dmytro Anatolijowycz Czyhrynski, ukr. Дмитро Анатолійович Чигринський (ur. 7 listopada 1986 w Zasławiu) – ukraiński piłkarz, grający na pozycji środkowego obrońcy, reprezentant Ukrainy.

## Kariera piłkarska

### Kariera klubowa
Czyhrynski jest wychowankiem Karpat Lwów, ale grał tam jedynie w drużynach młodzieżowych i w wieku 14 lat trafił do akademii piłkarskiej Szachtara Donieck. Do pierwszej drużyny został włączony w 2003 roku, a swój pierwszy występ w ukraińskiej lidze zaliczył w następnym roku. W sezonie 2004/2005 Czyhrynski nie rozegrał żadnego meczu ligowego. Wystąpił tylko w jednym spotkaniu Ligi Mistrzów przeciwko Barcelonie. Na sezon 2005/2006 został wypożyczony do Metałurha Zaporoże, w barwach którego 15 razy pojawił się na boisku i strzelił 2 gole, a już wiosną wrócił do Szachtara (10 meczów, 3 gole) i wywalczył z nim mistrzostwo Ukrainy. W sezonie 2006/2007 był już podstawowym zawodnikiem donieckiego klubu i został wicemistrzem kraju oraz dotarł do finału Pucharu Ukrainy. 30 sierpnia 2009 podpisał kontrakt z FC Barcelona. W Barcelonie zadebiutował w wyjazdowym spotkaniu z Getafe. Na Camp Nou zadebiutował w meczu przeciwko Atletico Madryt. Z powodów finansowych w lipcu 2010 FC Barcelona odsprzedała piłkarza z powrotem Szachtarowi za 15 mln euro. 2 lutego 2015 za obopólna zgodą kontrakt został anulowany, a już 9 lutego zasilił skład Dnipra Dniepropetrowsk. 11 czerwca 2016 podpisał kontrakt z greckim AEKiem.
| Sezon     | Klub              | Kraj      | Rozgrywki                  | Mecze | Bramki |
| --------- | ----------------- | --------- | -------------------------- | ----- | ------ |
| 2003/04   | Szachtar Donieck  | Ukraina   | Wyszcza Liha               | 1     | 0      |
| 2004/05   | Szachtar Donieck  | Ukraina   | Wyszcza Liha               | 0     | 0      |
| 2005/06   | Metałurh Zaporoże | Ukraina   | Wyszcza Liha               | 15    | 2      |
| 2005/06   | Szachtar Donieck  | Ukraina   | Wyszcza Liha               | 10    | 3      |
| 2006/07   | Szachtar Donieck  | Ukraina   | Wyszcza Liha               | 17    | 0      |
| 2007/2008 | Szachtar Donieck  | Ukraina   | Wyszcza Liha               | 16    | 2      |
| 2008/2009 | Szachtar Donieck  | Ukraina   | Wyszcza Liha               | 19    | 1      |
| 2009/2010 | FC Barcelona      | Hiszpania | Primera Division           | 12    | 0      |
| 2010/2011 | Szachtar Donieck  | Ukraina   | Wyszcza Liha               | 16    | 2      |
| 2011/2012 | Szachtar Donieck  | Ukraina   | Wyszcza Liha               | 6     | 0      |
| 2012/2013 | Szachtar Donieck  | Ukraina   | Wyszcza Liha               | 11    | 1      |
|           |                   |           | Łącznie w Wyszczej Lidze   | 100   | 10     |
|           |                   |           | Łącznie w Primera Division | 12    | 0      |

### Kariera reprezentacyjna
W 2004 Czyhrynski występował w reprezentacji Ukrainy na juniorskich Mistrzostwach Europy U-19 rozgrywanych w 2004 roku w Szwajcarii, gdzie w półfinale, w rzutach karnych reprezentacja przegrała Hiszpanii 2:4.
W 2006 roku Czyhrynski znalazł się w młodzieżowej reprezentacji Ukrainy U-21 na Młodzieżowych Mistrzostwach Europy. Z Ukrainą dotarł do finału i porażce 0:3 z Holandią został wicemistrzem Europy. Dobra postawa Dmytra została nagrodzona nominacją do Najlepszej Jedenastki tego turnieju.
Także w 2006 roku Czyhrynski został powołany przez Ołeha Błochina do kadry na Mistrzostwa Świata w Niemczech. Na tym turnieju był rezerwowym i nie rozegrał żadnego meczu, a Ukraina dotarła do ćwierćfinału. W pierwszej reprezentacji Dmytro zadebiutował dopiero w 2007 roku. 7 lutego wystąpił w towarzyskim meczu z Izraelem (1:1). Od tego czasu zaczął występować w pierwszej jedenastce Ukrainy w eliminacjach do Euro 2008.

## Sukcesy

### Sukcesy klubowe
- mistrz Ukrainy: 2006, 2008, 2011, 2012, 2013, 2014
- wicemistrz Ukrainy: 2007, 2009
- zdobywca Pucharu Ukrainy: 2008, 2011, 2012, 2013
- finalista Pucharu Ukrainy: 2009, 2014
- zdobywca Superpucharu Ukrainy: 2008
- zdobywca Pucharu UEFA: 2009
- finalista Superpucharu Europy: 2009
- mistrz Hiszpanii: 2009/2010

### Sukcesy reprezentacyjne
- wicemistrz Europy U-21: 2006
- ćwierćfinalista Mistrzostw Świata: 2006

### Sukcesy indywidualne
- wybrany do listy 33 najlepszych piłkarzy roku na Ukrainie: 2007 (nr 2)

### Odznaczenia
- tytuł Zasłużonego Mistrza Sportu Ukrainy: 2009[5]
- Order „Za odwagę” III klasy: 2006[6].
- Order „Za odwagę” II klasy: 2009[7].